# Cell Death & Disease
Cell Death & Disease es una revista en línea con revisión por pares especializada en muerte celular traslacional. Revista académica dedicada a publicar investigaciones en el campo de la neurociencia, y publicada por Nature Publishing . y su abreviatura es Cell Death Dis.
Su factor de impacto es de 9,2 según Journals insights.
Se encuentra  en  sexto puesto dentro del apartado de biología celular de Google Académico, con un  ih5 de 124

## Temas
- Medicina experimental
- Cáncer
- Inmunidad
- Medicina interna
- Neurociencia
- Metabolismo del cáncer

## Resúmenes e indexación
- Resúmenes biológicos
- Avance de Biosis
- DOAJ[4]
- Google Académico
- Web de Ciencias del ISI[5]
- PubMed/MEDLINE[6][7]
- Índice de citas científicas ampliado (SCIE)
- Scopus